# جامع التفسير
جامع التفسير هو برنامج وسائط متعددة أنتجه مركز نور لأبحاث الحاسوب في العلوم الإسلامية. وهو تفسير على شكل موسوعة للقرآن للقرآن الكريم.
يحتوي جامع التفسير على معرض للنصوص الكاملة لـ 184 شرحًا لمختلف المذاهب الإسلامية في 1225 مجلدًا مثل: من وحي القرآن، التبيان في تفسير القرآن ، نور الثقلين، كشف أسرار وعدة أبرار، تفسير القرآن الكريم، الأمثل في تفسير الكتاب المنزل، الميزان في تفسير القرآن لمحمد حسين الطباطبائي، تفسير نعمونة، مجمع البيان في تفسير القرآن، تفسير روض الجنان، تفسير البيضاوي.
يهدف البرنامج إلى توفير المحتوى والخيارات لتبسيط مسار البحث للباحثين في العلوم الإسلامية وعلماء القرآن الكريم من شتّى المذاهب الإسلامية، وذلك عن طريق رؤية جميع التفاسير الممكنة واختيار ما يُناسب البحث.